# Bibelvetenskap

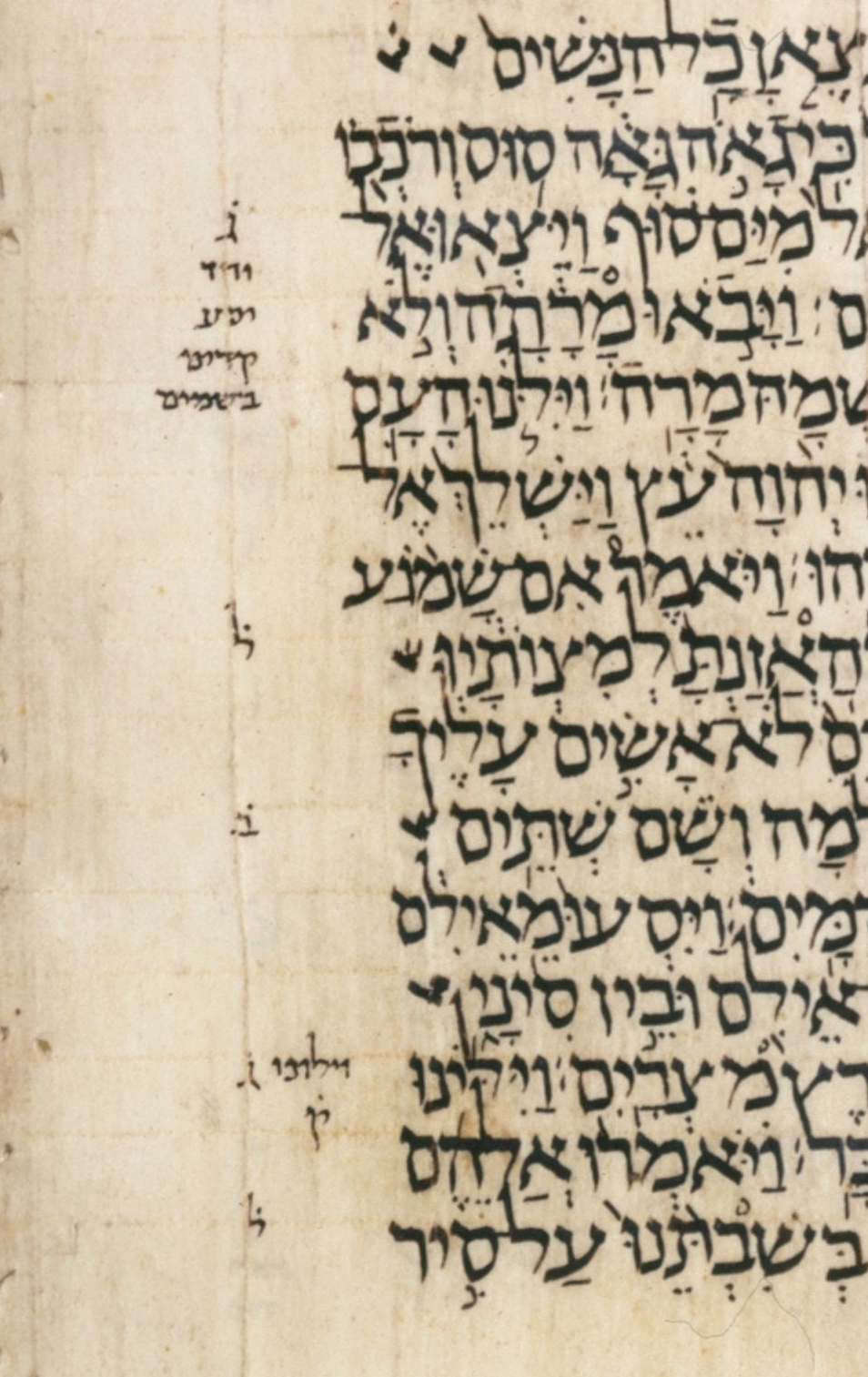
Text med marginalanteckningar ur Leningradkodexen, den äldsta bevarade kompletta handskriften av den hebreiska bibeln daterad till början av 1000-talet.

Bibelforskare omdirigerar hit. Det är även ett begrepp för Jehovas Vittnen.
Bibelvetenskap eller biblisk exegetik, ofta förkortat till bara exegetik, är den vetenskap som undersöker Bibeln med vetenskapliga metoder. Ett äldre namn på disciplinen är bibelkritik. 
Bibelvetenskap lärs ut vid såväl sekulära universitet som högskolor och universitet med religiös anknytning. I Sverige sorterar bibelvetenskapen normalt under teologi, men särskilt internationellt förekommer den även vid humanistisk fakultet  vid exempelvis institutioner för historia eller historisk lingvistik. Bibelforskare har inte nödvändigtvis en egen religiös tro knuten till de skrifter de studerar, fast detta alltjämt är det vanligaste. 
Bibelvetenskapen strävar efter att hantera de bibliska texterna på samma sätt som annan äldre litteratur. Den ställer frågorna var och när en särskild text skapades, hur, varför, av vem och för vem, samt under vilka omständigheter. Man undersöker också vilka influenser som påverkade texten, vilka källor som använts när den skapades, och vilket budskap den försöker förmedla. Bibelvetenskapen intresserar sig också för själva texten inklusive ordens betydelse och hur de använts, hur fullständig texten är och hur den har bevarats eller förändrats. De bibelvetenskapliga metoderna spelar en viktig roll för de som söker identifiera den historiske Jesus. 
De metoder som används kan komma från arkeologi, historievetenskap och särskilt sådan som behandlar forntid, antropologi,  språkvetenskap och litteraturvetenskap, religionsvetenskap, och metoder som använts vid studier av exempelvis folktro och muntlig tradition. 

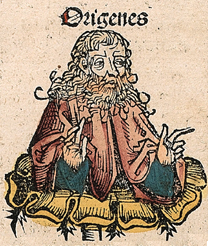
Den förmoderna bibelsynen får här representeras av kyrkofadern Origenes (ca 185–254), avbildad i den medeltida Nürnbergkrönikan. Origenes förordade att varje avsnitt i Bibeln skulle läsas på tre olika sätt. Hans sätt att läsa Bibeln var föregångaren till den medeltida bibeltolkningsmetoden quadriga.

I Sverige finns sedan 1936 föreningen Svenska Exegetiska Sällskapet (bildad som Uppsala exegetiska sällskap) som samlar dem inom Sverige som är intresserade av bibelvetenskap.

## Bibelvetenskapens bakgrund och historia
Före Upplysningen ansågs det långt ifrån självklart att de bibliska texterna hade en enda mening, som det gällde att finna. Exempelvis den medeltida bibeltolkningsmetoden quadriga lärde ut att varje bibeltext hade fyra skilda meningar, som inte behövde ha mycket med varandra att göra. 

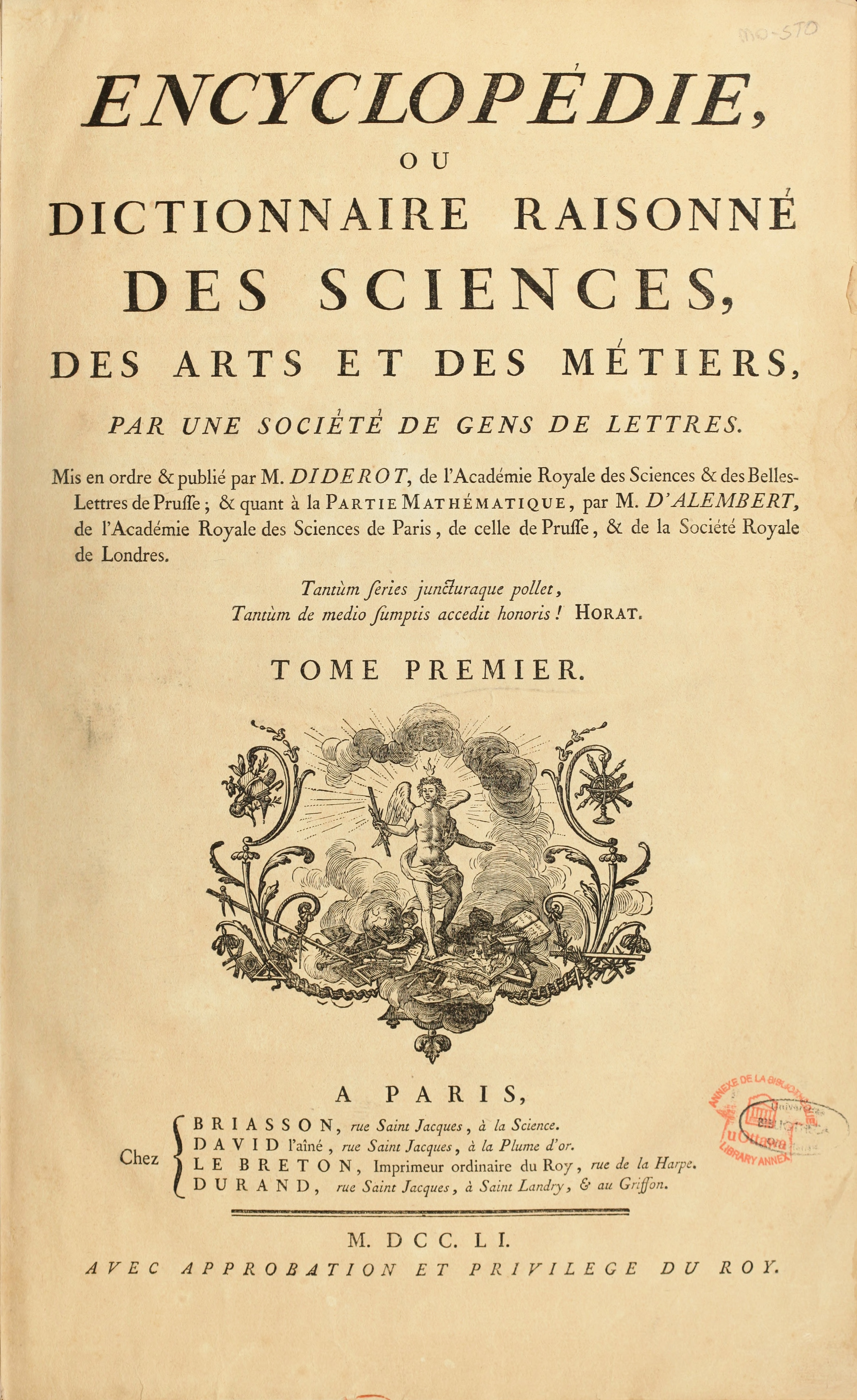
Den franska encyklopedin, utgiven 1751–1777, var en av de första böcker som beskrev världen ur ett vetenskapligt perspektiv snarare än ett kristet.

Bibelvetenskapen växte fram ur 1600- och 1700-talens rationalism. Den utvecklades inom de vetenskapliga synsätt på humaniora, särskilt historia, som tillväxte under 1800-talet. 
Under 1800-talet var bibelforskningen uppdelad i den högre kritiken, även kallad historisk-kritiska metoden, som studerade de bibliska texternas sammansättning och historia, och den lägre kritiken eller textkritiken som närgranskar en särskild text för att hitta dess ursprungsformuleringar eller "korrekta" uttydning. Termerna högre och lägre kritik används numera sällan. Nutida bibelforskning har fått nya perspektiv genom litteraturvetenskapliga och multidisciplinära sociologiska angreppssätt för att tyda texternas innebörd(er), och de vidare sammanhang i vilka texterna ursprungligen utformades. 
Man skiljer ibland mellan historiekritik (historisk-kritisk bibelforskning) och litteraturkritik. Historiekritiken ställer frågor som när texten skrevs, vilka författaren eller författarna kan ha varit, och vilka slutsatser om historiska skeenden som kan dras ur svaren på de frågorna. Litteraturkritiken fokuserar på hur den publik som texterna skrevs för såg ut, vilket syfte författarna hade med sina texter och hur de har utvecklats över tid. 
Fram till sent 1900-tal dominerade den historisk-kritiska bibelforskningen fältet. Sedan har bibelforskningen blivit mer intresserad av frågor kring texternas innebörd än deras historia, och bibelforskarna har utvecklat nya metoder ur den reguljära litteraturvetenskapen. Distinktionen uttrycks ofta så att den förstnämnda inriktningen sysslar med hur texter utvecklas över tid, medan den sistnämnda behandlar texter så som de ser ut vid ett givet ögonblick, ofta den "slutgiltiga formen", vilket i sammanhanget betyder bibeltexterna så som de ser ut idag. 
Studier av Gamla och Nya testamentet har oftast skett oberoende av varandra, huvudsakligen på grund av att kraven för att forska på de två textgrupperna är så stora. Det krävs extremt mycket för att bemästra de många språk som krävs, eller ha tillräckligt god kännedom om den kulturella bakgrunden för texter som utvecklats vid så skilda tidpunkter som är fallet med Gamla och Nya testamentets böcker.  

### Den hebreiska Bibeln – Gamla testamentet
Modern bibelforskning tog sin början när 1600-tals-filosofer och -teologer som Thomas Hobbes, Baruch Spinoza, Richard Simon med flera började ställa frågor om bibeltexternas ursprung, särskilt Moseböckernas. De frågade sig särskilt vem som skrivit dessa böcker. Enligt traditionen var böckerna skrivna av Mose, men kritikerna fann detta motsägelsefullt och drog slutsatsen att Mose sannolikt inte själv var författaren. På 1700-talet bestämde sig den franske läkaren Jean Astruc (1684–1766) för att tillbakavisa dessa kritiker. Genom att låna de textkritiska metoder som redan användes för att undersöka de sekulära klassikerna menade han sig upptäcka två tydliga segment inom Första Moseboken. Han antog att dessa utgjorde den text som ursprungligen skrivits av Mose, ungefär som de fyra evangelisterna hade åstadkommit fyra olika men kompletterande skildringar av Jesu liv och undervisning. Astruc menade att senare generationer hade slagit ihop dessa ursprungsdokument och därmed åstadkommit Första Moseboken, och därvid också skapat de motsägelser som Hobbes och Spinoza noterat. 

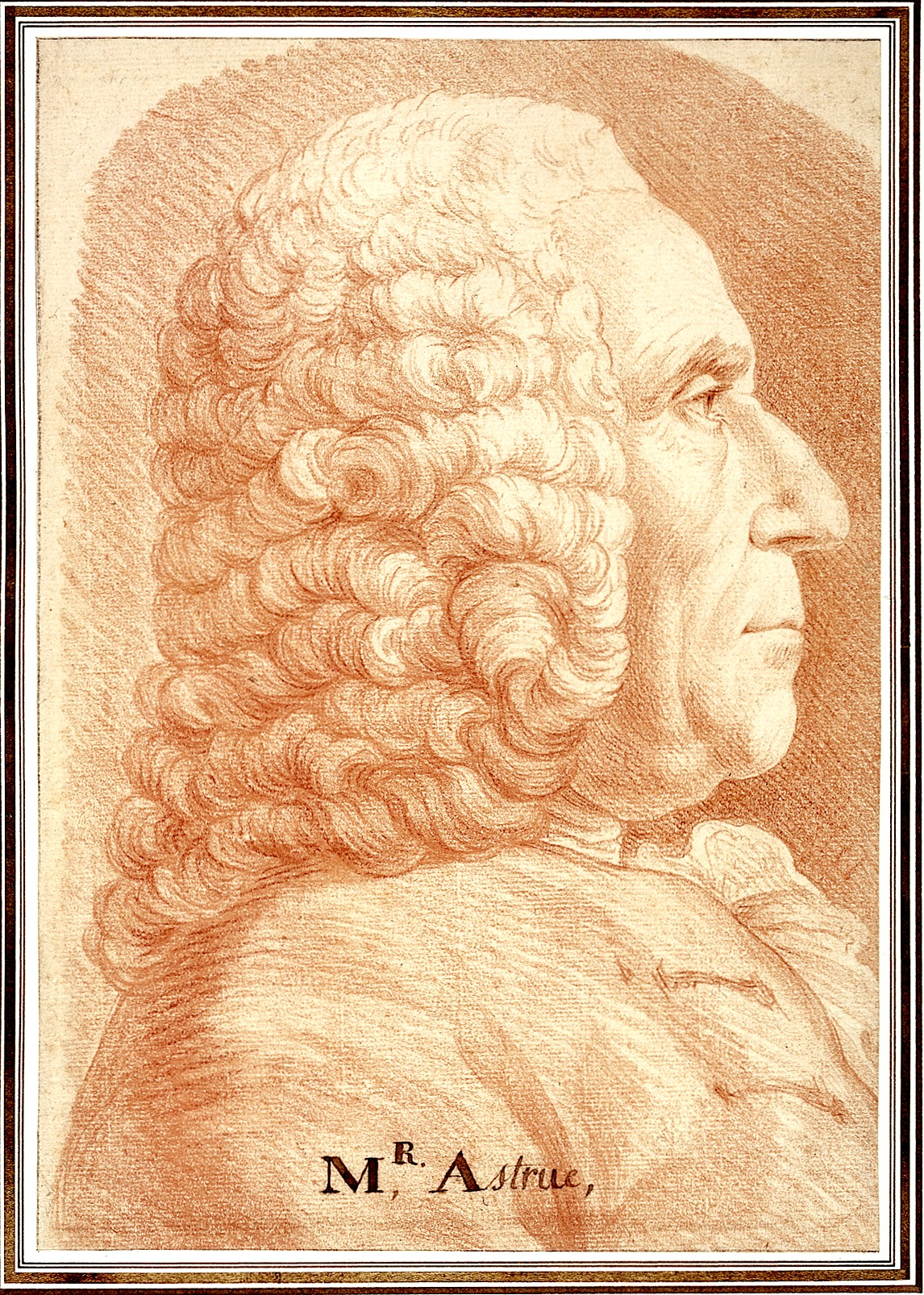
Jean Astruc, som delade upp Första Mosebokens text efter de gudsnamn som används: Elohim respektive JHVH. Hans syfte var att med de vetenskapliga metoderna försvara Bibeln mot teorierna att Moseböckerna inte var skrivna av Mose.

Tyska forskare som  Johann Gottfried Eichhorn (1752–1827) och Wilhelm Martin Leberecht de Wette (1780–1849) tog upp Astrucs metod och bildade den rörelse som kom att kallas för den högre kritiken, till skillnad från den sedan länge etablerade närundersökning och jämförelse av olika manuskript som kallades för lägre kritik. Denna skola nådde sin höjdpunkt med Julius Wellhausens (1844–1918) framgångsrika förklaringsmodell på 1870-talet. Vid det laget föreföll det uppenbart för många att man till slut hade lyckats förklara Bibeln som ett alltigenom mänskligt dokument.
Många teologer välkomnade inte den högre kritiken och dess följdverkningar. Den nya bibelforskningen fick särskilt mycket kritik inom Romersk-katolska kyrkan. Påve Leo XIII (1810–1903) fördömde sekulär bibelforskning i sin encyklika Providentissimus Deus. År 1943 gav dock påve Pius XII sådan forskning sitt tillstånd i encyklikan Divino afflante Spiritu. Idag står det i Katolska kyrkans katekes, utgiven 1995, stycke 110 (där den sista meningen är citerat ur ett av dokumenten från Andra vatikankonciliet, Dei verbum:
| ” | För att nå fram till de heliga författarnas mening måste man ta hänsyn till omständigheterna i deras tid och deras kultur, den litterära framställningens former, de sätt att tänka, tala och berätta som var i bruk under denna tid. ”Sanningen meddelas och uttrycks på olika sätt i texter som i olika bemärkelser är historiska eller profetiska eller poetiska eller tillhör andra litteraturarter." | „ |

### Nya testamentet
Den mest inflytelserike bland de av de tidiga bibelkritiska forskarna som studerade Nya testamentet var Hermann Samuel Reimarus (1694–1768). Han använde sig av de metoder som redan brukades vid analysering av de litterära klassikerna, och blev övertygad om att mycket lite av vad som stod i Bibeln kunde betraktas som ovedersäglig sanning. Reimarus slutsatser tilltalade 1700-talets intellektuella och tidens rationalism, men var mycket besvärande för de troende kristna.
Den första skildringen av Jesu liv som framställde honom som enbart en historisk människa, Histoire critique de Jésus-Christ, ou Analyse raisonnée des évangiles (ungefär "Historisk kritik av Jesus Kristus, eller Rationell analys av evangelierna") publicerades anonymt i Amsterdam 1769 av Baron d'Holbach (1723–1789). George Houston, som översatte boken till engelska, dömdes för detta till två års fängelse för hädelse.

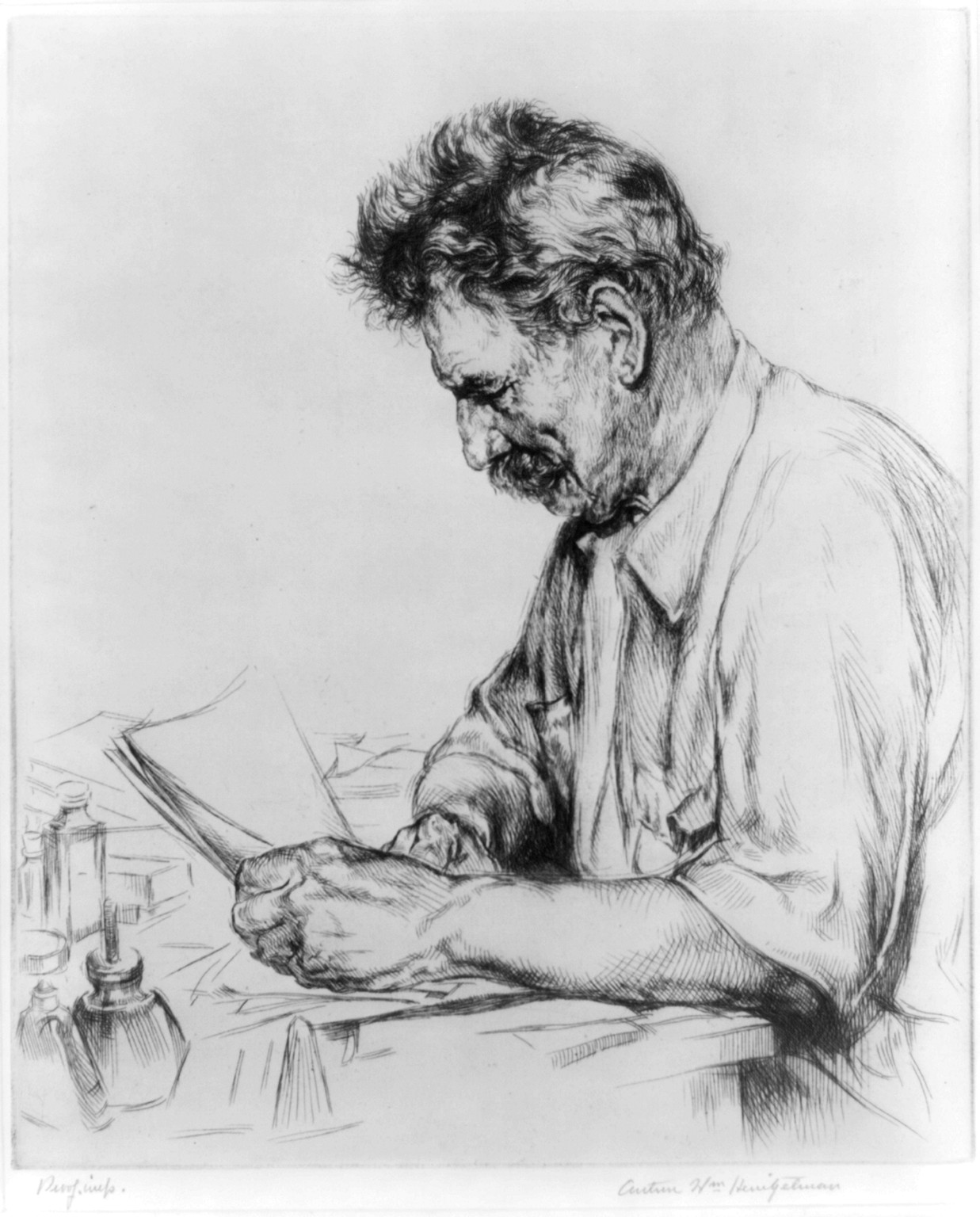
Prästen och NT-exegeten, organisten, läkaren med mera Albert Schweitzer. Schweitzer skrev en viktig översikt över Jesus-forskningens historia, Die Geschichte der Leben-Jesu-Forschung (1906) och påpekade hur bilden av Jesus över tid ändrats, och mest av allt avspeglat forskarens egen tid och sociala miljö.

Under 1800-talet och det tidiga 1900-talet gjordes viktiga bidrag av bland andra David Strauss, Ernest Renan, Johannes Weiss och Albert Schweitzer, vilka alla undersökte den historiske Jesus. Heinrich Holtzmann spelade en viktig roll inom ett annat fält. Han etablerade en kronologi som angav när de nytestamentliga böckerna kan antas ha skrivits. Denna kronologi utgjorde sedan bas för vidare forskning på området. Holtzmann bidrog  också till att få tvåkällshypotesen vedertagen; en hypotes som förklarade släktskapet mellan evangelierna genom antagandet att Markusevangeliet och det hypotetiska dokumentet Q tillsammans låg till grund för Matteusevangeliet och Lukasevangeliet.
Under 1900-talets första hälft kom en ny generation av teologer. Dessa, med tyskarna Karl Barth och Rudolf Bultmann i främsta ledet, ansåg att sökandet efter den historiske Jesus hade varit ett blindspår. Barth och Bultmann menade att det endast var mycket lite man med säkerhet kunde säga om den historiske Jesus. Istället koncentrerade de sig på Nya testamentets kerygma, eller budskap. De frågor de ställde var: Vilket var Jesu huvudsakliga budskap? Hur relaterade detta budskap till judendomen? Talar detta budskap till vår verklighet idag? 
Upptäckten av Dödahavsrullarna i slutet av 1940-talet skapade förnyat intresse för vad arkeologin skulle kunna bidra med till förståelsen av Nya testamentet. Joachim Jeremias och Charles Harold Dodd gjorde lingvistiska försök att identifiera lager inom evangelierna som skulle kunna tillskrivas Jesus, evangelieförfattarna respektive den tidiga kyrkan. Burton Mack och John Dominic Crossan gjorde sina bedömningar utifrån den kulturmiljö som rådde i Judéen under första århundradet e.Kr., och Jesusseminariets medlemmar bedömde vilka av evangeliernas formuleringar som skulle kunna betraktas som historiskt sanna. 

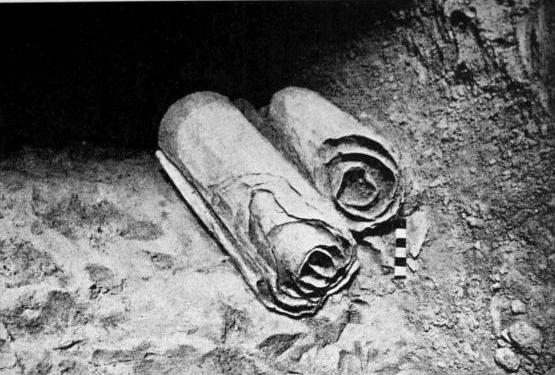
Ett par av Dödahavsrullarna, i den grotta där de hittades. De flesta av Dödahavsrulleskrifterna är inte bibliska böcker. Skrifterna har givit en ökad förståelse för hur diversifierad judendomen var på Jesu tid. De fragment av bibelböcker som också hittades i Qumran är mycket gamla, nästan 1000 år äldre än det mesta som forskarna tidigare hade att arbeta med, och är därmed mycket värdefulla för bibelforskningen.

Forskningen på Nya testamentet följer än det sena 1900-talets trender. Det finns fortfarande ett stort intresse av att återfinna den historiske Jesus, men nu formuleras sökandet ofta i termer av Jesus judiskhet (Bruce Chilton, Geza Vermes med flera) och hur han formades av de politiska och religiösa strömningarna i tidens Palestina (Marcus Borg).

## Metoder och inriktningar
Numera finns en stor mängd metoder och inriktningar inom bibelforskningen, och forskare använder regelmässigt flera av dessa. Översikten nedan är inte uttömmande. De första fem, textkritik, litterärkritik, formhistoria, och dess två underdiscipliner traditionshistoria och redaktionshistoria, hör tydligt hemma i historisk-kritiska forskningsmetoder. 

### Textkritik
Textkritik, som ibland fortfarande benämns "lägre kritik", syftar på att själva texten undersöks i syfte att utröna dess tillkomst och historia. Metoden utgår från det faktum att det i processen där avskrivare, eller kopister, kopierat varandras texter, har smugit sig in fel. Exempelvis anställde historikern Josefus skrivkunniga för att kopiera hans Judiska fornminnen. Dessa kopister gjorde små avskriftsfel, och kopiorna av kopiorna kommer därför att innehålla samma fel. Dessa fel tenderar att forma "familjer" av textvittnen, där de texter som kopierats av personerna A:s och B:s respektive lärjungar tenderar att bli alltmer olika allteftersom senare kopister lägger till nya fel. Det går alltid att urskilja vilken familj en text kommer ifrån. Textkritik studerar skillnaden mellan dessa familjer, och kan därmed pussla ihop hur det sedan länge försvunna originalet kan ha sett ut. Ju fler och äldre textvittnen som överlevt, desto mer exakta slutsatser kan dras om originaltexterna och om textvittnenas inbördes "släktskap".
Textkritik använder ett stort antal specifika tekniker såsom eklekticism, stemmatologi, bastextsredigering och släktträdstekniker från den biologiska disciplinen kladistik. Ett antal principer har införts som hjälp för att välja mellan olika textvarianter, så som Lectio difficilior potior: "den svårare läsningen är den starkare" och Lectio brevior, "den kortare läsningen är den bästa". Trots detta kvarstår en hel del subjektivitet, områden där forskaren måste bestämma sig för en tolkning efter eget tycke eller sunt förnuft. Exempelvis  står det i Amos bok 6:12: "Plöjer man med oxar?" Det uppenbara svaret är "ja", men i sammanhanget verkar det krävas ett "nej". Den vanligaste uttydningen av denna passage är därför: "Plöjer man havet med oxar? Man tror alltså i så fall att den text som har bevarats inte är helt intakt, och gör därför detta tillägg. Men ett sådant beslut vilar ytterst på en personlig bedömning.

### Litterärkritik
Källsöndring eller analytisk metod är en allmän litteraturhistorisk metod, som går ut på att identifiera olika lager i texten, från olika källor vilka ofta är av olika ålder. Inom exegetiken brukar man tala om litterärkritik. Litterärkritiken försöker hitta omständigheterna för de olika berättarlagrens tillkomst, och den historia som skapat dem.  
Litterärkritiken bygger på att man letar efter upprepningar i texten, motsägelser och tydliga skarvar där två textstycken satts ihop, ofta när muntliga berättelser skrivits ner. När texten på detta sätt delats upp i stycken kan de grupperas efter likheter i språk, och efter vilket tankegods stoffet förmedlar. Den förste som kan sägas ha använt litterärkritik var Jean Astruc, i sina försök att identifiera olika berättelselager i Första Moseboken. Det mest inflytelserika resultat metoden har gett upphov till är Julius Wellhausens slutsatser i Prolegomena zur Geschichte Israels från 1878, där han formulerade fyrkällshypotesen om Moseböckernas tillkomst, en hypotes som efter snart 150 år fortfarande står sig väl. 
Även tvåkällshypotesen om de synoptiska evangeliernas ursprung är ett exempel på litterärkritik. De tre synoptiska evangelierna enligt Matteus, Markus och Lukas är mycket lika och ibland närmast identiska. Tvåkällshypotesen föreslår att Markus, som första evangelium att fästas i skrift, förmodligen byggde på en kombination av både muntligt traderat och nedskrivet material. Matteus och Lukas respektive evangelium skrevs senare, och byggde huvudsakligen på två källor: dels Markus evangelium, dels en samling Jesus-yttranden som bibelforskarna givit namnet Q-dokumentet. Detta Q-dokument har i så fall gått förlorat, men kan delvis rekonstrueras via det material som Matteus och Lukas har gemensamt men som saknas i Markusevangeliet. Det material som skiljer mellan Matteus och Lukas förklaras av att de var för sig haft tillgång till ytterligare någon eller några källor. 

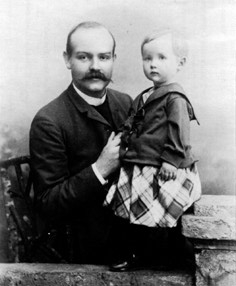
Johannes Weiss, protestantisk teolog som utvecklade den formhistoriska metoden, fotograferad tillsammans med ett barn. Weiss var också den som gav det hypotetiska Q-dokumentet dess namn; Q står för tyskans Quelle (källa).

### Formhistoria
Formhistoria eller formkritik analyserar och kategoriserar textstycken, perikoper, efter genre: prosa eller vers, brev, lagar, domstolsarkiv, krigspsalmer, klagodikter, osv. Utifrån genren skapar formhistorikern sedan en teori om perikopens Sitz im Leben, den livssituation i vilken textstycket (perikopen) skapades och användes. Man skissar sedan på hur stoffet utvecklats, fram tills det nedtecknades i evangelierna.

#### Traditionshistoria
Traditionshistoria är en typ av formhistoria som försöker utforska hur ett textstycke förändrats under den muntliga traderingens gång. Resultaten av metoden är osäkra och metoden har blivit omodern, men arbeten som gjort med den har resulterat i uppmärksamhet på hur den judiska traderingen gick till. Tidigare har man lätt underskattat den, och trott att muntligt traderade bibeltexter medför fler och större förändringar än vad man nu menar är fallet.

#### Redaktionshistoria
Redaktionshistoria intresserar sig för processen då texten sammanställdes, hur de olika källorna redigerats ihop och hur textens innehåll och betydelse påverkat processen. Redaktionshistoria används ofta för att rekonstruera den grupp i vilken texten formades. Metoden bygger på att man jämför de skillnader som föreligger mellan olika versioner av texterna, och tolkar dessa skillnaders teologiska innebörd. 
Metoden har särskilt använts vid forskning på evangelierna. Pionjärer inom området var tyskarna Günther Bornkamm, Hans Conzelmann och Willi Marxsen, vilka studerade var sitt synoptiska evangelium och bildade den så kallade redaktionshistoriska skolan, en bibelforskningsinriktning som tog sin början på 1950-talet.

### Retorisk analys
Retorisk analys utgår från att man bör förstå tidens retoriska mönster, för att rätt kunna tolka bibeltexterna. Nya testamentet studeras med hjälp av klassisk grekisk retorik, och Gamla testamentet utifrån semitisk retorik. Termen myntades 1968 av James Muilenburg som ansåg att den formkritiska skolan gått snett, eftersom de forskare som använt sig av metoden inte förstått texterna på samma sätt som den publik de skrevs för förstod dem. 

### Narrativ bibelanalys
Narratologin eller berättarteori är en av många moderna litteraturvetenskapliga teorier och metoder som överförts till teologin. Liksom andra litteraturvetenskapligt baserade angreppssätt behandlar den texten som en helhet. Narratologin ställer frågor om vilken publik texten är skriven för, vem som är textens berättarröst, vilka karaktärer som förekommer i berättelsen och vilka deras roller är, samt hur berättelsen är uppbyggd. Berättelsen delas upp i olika scener, och bedöms utifrån dessa.

### Kanonkritisk metod
Den kanonkritiska metoden utgår från den färdiga bibelkanon, som en enda skrift oavsett dess tillkomsthistoria. De olika delarna bör förstås utifrån helheten, där Gamla och Nya testamentet belyser varandra. Jämfört med de gamla historisk-kritiska metoderna flyttar kanonkritiken fokus, från författarna till själva texten.
Det stora namnet inom den kanonkritiska metoden är amerikanen Brevard S. Childs, som själv ogillade det namn (canon criticism på engelska) som metoden fått av andra, eftersom namnet antyder att det rör sig om en klassisk historisk-kritisk metod – ett paradigm som Childs ansåg sig ha lämnat.

### Sociologisk analys, kulturhistorisk analys osv.

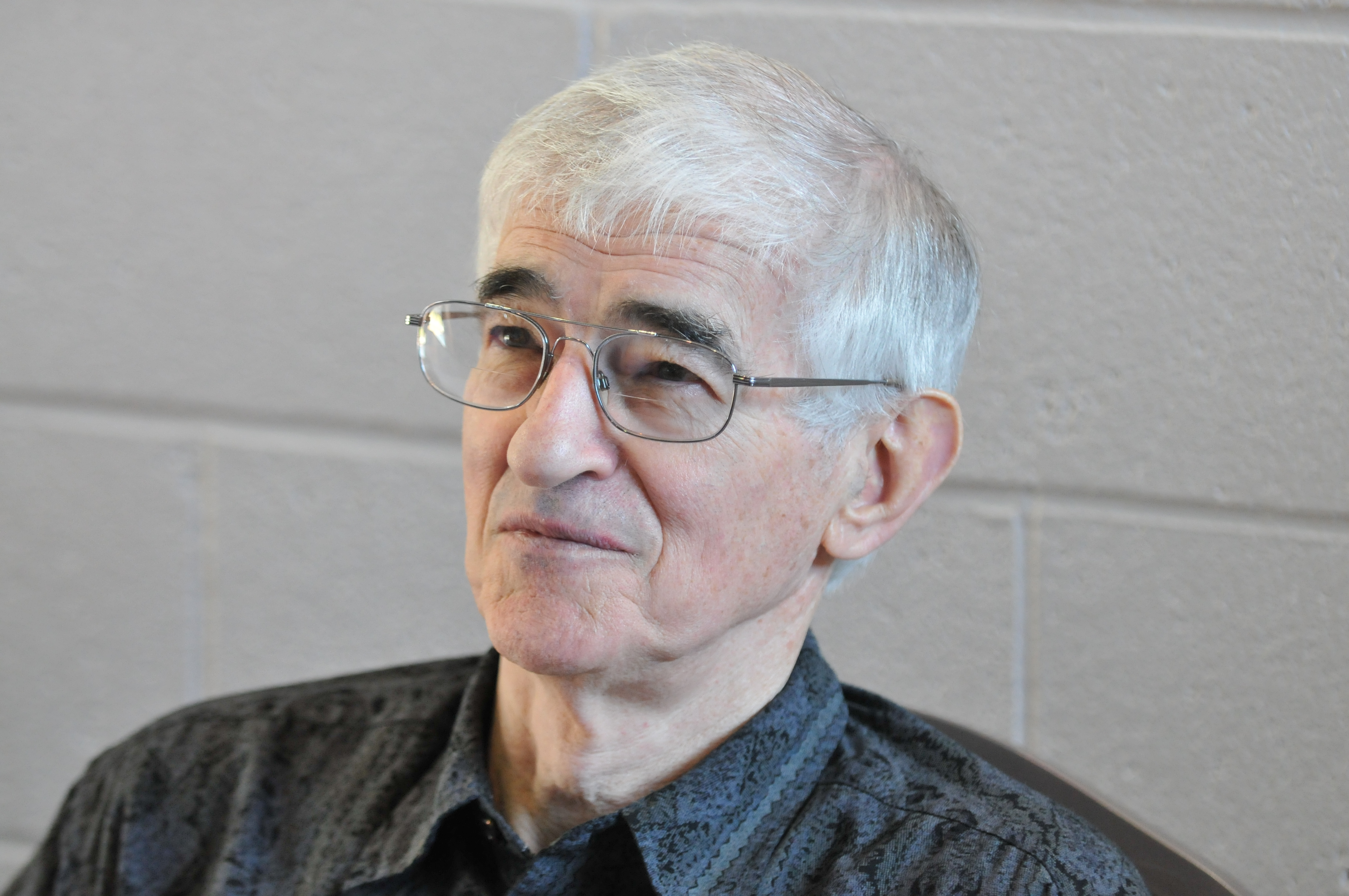
John Dominic Crossan har använt både antropologin vid tiden och platsen för Jesu liv och postmoderna litteraturvetenskapliga metoder för att förklara vem den historiske Jesus var.

Flera besläktade vetenskaper kan användas för att undersöka den värld där texterna skapades, så att vi bättre kan förstå hur de som skrev texterna och deras publik förstod dem. Dessa typer av socio-vetenskapliga analyser intresserar sig för den historiska världen bakom texten, snarare än den historiska värld som går att läsa om i själva texten. 

### Psykologisk exegetik
Psykologisk exeges är snarare ett perspektiv än en metod, och som sådan ung. Psykologisk exeges diskuterar psykologiska aspekter hos textförfattaren.

### Postmodern bibelanalys
Den postmoderna bibelanalysen är ointresserad av en eventuell originaltext, likaså av metafysik och sanningsfrågor. Det viktiga är vad som sker i mötet mellan text och läsare. Den mest kända företrädaren är Walter Brueggemann.